# Flughafen Słupsk-Redzikowo

i7
i11
i13
Der Flughafen Słupsk-Redzikowo (poln. Port lotniczy Słupsk-Redzikowo, englisch Redzikowo Airport) war ein zeitweise auch zivil genutzter polnischer Flughafen direkt am nordwestlichen Ortsrand von Redzikowo/Reitz und fünf Kilometer östlich des Zentrum von Słupsk/Stolp. Der Flugbetrieb in Słupsk endete 2010, in den Jahren vor seiner Schließung diente er insbesondere der allgemeinen Luftfahrt.
Das früher jedoch hauptsächlich als Militärflugplatz genutzte Areal ist nach umfangreichen Umbauten seit 2020 ein Standort der United States Navy für die ballistische Raketenabwehr. Die Naval Support Facility Redzikowo betreibt seit 2024 eine landgestützte Version des Aegis-Kampfsystems. Ein zweiter Raketenabwehr-Stützpunkt befindet sich auf dem früheren Militärflugplatz Deveselu in Rumänien.

## Geschichte

### Deutsche Zeit
Die Geschichte der Luftfahrt in Stolp reicht bis ins Jahr 1916 zurück, als südwestlich der Stadt an der Bahnstrecke nach Stettin mit dem Bau eines ersten Flugplatzes begonnen wurde. Aufgrund des Versailler Vertrages musste die im Bau befindliche Anlage jedoch nach dem Ersten Weltkrieg wieder abgerissen werden. Später wurde er als Flugplatz für den zivilen Luftverkehr auf der Strecke Stettin – Stolp – Danzig – Königsberg eröffnet. Er wurde im Zweiten Weltkrieg ausgebaut und militärisch genutzt und wurde in dieser Zeit als Fliegerhorst Stolp-West bezeichnet.
Der heutige Flughafen-Standort in Redzikowo im Osten Słupsks entstand zwischen 1935 und 1939 als ein neuer Militärflugplatz der Luftwaffe. Der Fliegerhorst Stolp-Reitz war mit einer Länge von 1200 Metern und einer gleichen Breite angelegt. Auf seinem Gelände standen drei Gebäude für die Kommandantur und Verwaltung, die Mannschaften und die Nachrichtengruppe. Außerdem gab es fünf große Flughafenhallen, die Flugleitung, die Werft und etwa zwanzig Baracken.
Beim Überfall auf Polen flogen auch von hier deutsche Luftwaffeneinheiten wie die IV. Gruppe des Lehrgeschwader 1 und die  II. und III. Gruppe des Sturzkampfgeschwaders 2 „Immelmann“ Angriffe auf Polen. Zwischenzeitlich war hier bis 1945 eine Jagdfliegerschule der Luftwaffe untergebracht und im Vorfeld des Überfalls auf die Sowjetunion lag hier im Mai/Juni 1941 das komplette Jagdgeschwader 54.
Ab Mai 1944 wurden hier unter Hauptmann Gottfried Kowatsch eine Gruppe ehemaliger Lastensegler-Piloten zu Selbstopfer-Piloten für den so genannten Total-Einsatz (Selbstmordkommando ohne Rückkehr) ausgebildet. Die zehn ausgebildeten Freiwilligen sollten sich im Falle einer alliierten Invasion in Westeuropa mit ihren Flugzeugen voller Sprengstoff im Sturzflug den alliierten Schiffen bis zum Einschlag annähern. Während der alliierten Landung in der Normandie ab dem 6. Juni 1944 wurde der Verband nicht eingesetzt, allerdings sollte er danach Selbstmordeinsätze gegen russische Kraftwerke an der oberen Wolga und im Ural fliegen. Das verweigerten die für die Schiffsangriffe engagierten und vertraglich verpflichteten Freiwilligen unter Hinweis auf ihre schriftliche Verpflichtung zum alleinigen Einsatz gegen feindliche Schiffe. Der Verband wurde wenig später aufgelöst. Hauptmann Kowatsch wurde zum Jagdgeschwader Wilde Sau (siehe Wilde-Sau-Nachtjagdverfahren) versetzt und fiel bei einem Einsatz am 17. Dezember 1944.
Am Ende des Zweiten Weltkriegs spielte der Fliegerhorst Stolp-Reitz wieder als Frontflugplatz eine Rolle, auch für Evakuierungen vor der vorrückenden Roten Armee. Hier lagen im Februar das 1945 die I. Gruppe des Transportgeschwaders 1 und die 2. Staffel des Kampfgeschwaders 200. Am 8. März 1945 wurden alle wichtigen militärischen Anlagen gesprengt.

### Polnische Zeit
Gleich nach der Besetzung durch die Rote Armee wurde der Flugplatz mit sowjetischem Militär belegt und als Frontflugplatz verwendet. In den Jahren nach der Übernahme durch Polen wurden die Baracken wieder aufgebaut, die Hallen instand gesetzt, und Bodenpersonal zog ein. Der Flugplatz wurde weiterhin für militärische Zwecke genutzt und zeichnete sich gerade auch durch die internationalen Flugübungen, die bis 1993 durchgeführt wurden, als hochqualifiziert aus.
In den 1980er Jahren gab es in begrenztem Umfang ein zivile Mitnutzung für Inlandsflüge.

### Weiternutzung nach Einstellung des Flugbetriebs
Nach einem Abkommen aus dem Jahre 2008 zwischen den Vereinigten Staaten von Amerika und der Republik Polen sollten hier zehn amerikanische Abwehrraketen (Ground-Based Interceptor) stationiert werden, die ab dem Jahre 2015 einsatzbereit sein sollten und – zusammen mit einem Radarsystem – Angriffe aus sogenannten Schurkenstaaten abwehren sollen. Diese Absicht wurde zunächst im September 2009 von Präsident Barack Obama aufgegeben, aber verändert 2010 unterzeichnet. Das sogenannte Ballistic Missile Defense Agreement trat am 15. September 2011 in Kraft.
Der erste Spatenstich hierfür erfolgte im Mai 2016, kurz nachdem der erste Raketenabwehr-Stützpunkt auf dem ehemaligen Militärflugplatz Deveselu in Rumänien seine Einsatzbereitschaft erreicht hatte. Die US-Marine übernahm die Basis im September 2020. Die volle Einsatzbereitschaft in Słupsk erreichte der zweite US-Raketenabwehrverband der US Navy in Europa nach Verzögerungen beim Bau erst Mitte 2024. Die offizielle Zeremonie hierzu fand Mitte November 2024 statt.

## Heutige Nutzung

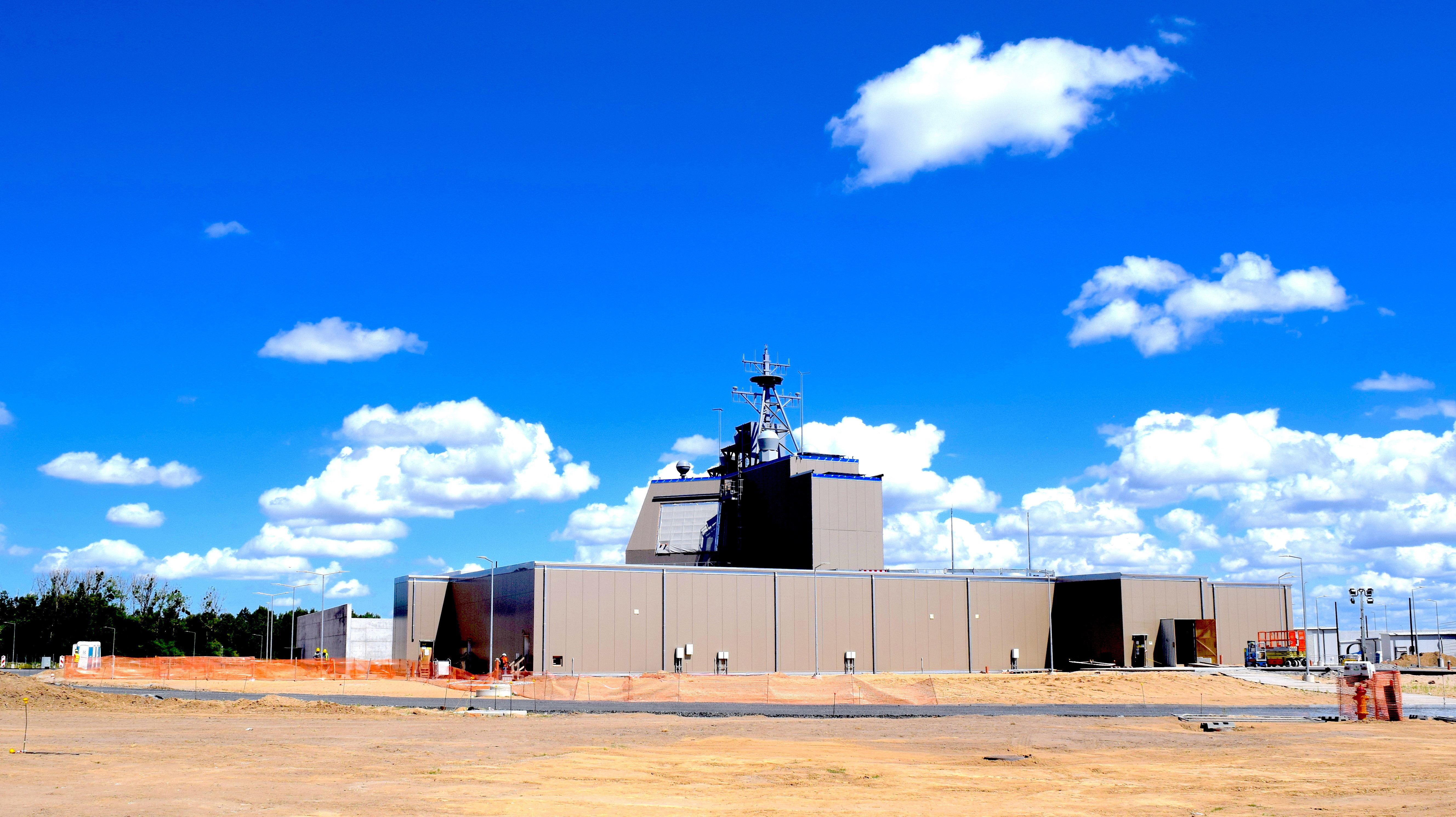
Das Aegis Ashore Missile Defense System im Bau (2019)

Die Naval Support Facility Redzikowo ist mit einem landgestützten Aegis-Kampfsystem mit drei 8-zelligen Mk 41 Vertical Launching System Startvorrichtungen und SM-3 Block IIA-Raketen ausgerüstet.